# Метаморфозе
Метаморфозе (грч.Metamorphōsēs) су преображаји, претварање; врста поезије која је била веома омиљена код Грка и Римљана. Чак је и велики александријски математичар, астроном и филозоф Ератостен написао једно дело у облику метаморфоза. Али су у том погледу најпознатије Овидијеве Метаморфозе (Метам. XV), најблиставији споменик латинске поезије.
Нарочито су заступљене у грчкој митологији где богови у циљу освете или казне, ређе из милосрђа претварају човека у неки други предмет живе или неживе природе. Тако је нимфа Дафне измолила да је богови претворе у ловор, богиња Лета је Ниобу претворила у камен, Ликаон је постао вук, или се мртва природа и животиње претварају у људе, као на пример кад су од камења које бацају Деукалион и Пира настали нови људи, а од мрава мирмидонци.
Метаморфозе су имале значајан утицај на књижевност и уметност како у старој Грчкој тако и у модерније доба.